# Гречанинов, Александр Тихонович
Алекса́ндр Ти́хонович Гречани́нов (13 [25] октября 1864, Калуга — 3 января 1956, Нью-Йорк) — русский композитор-академист, ученик Римского-Корсакова, более всего известный своими хоровыми произведениями и обработками народных песен. Заслуженный артист РСФСР (1925).
В стилистическом отношении — поздний продолжатель национальной почвенной эстетики «Могучей кучки». Творчество Гречанинова относят к переходному этапу в истории русской музыки.

## Краткая биография
Александр Гречанинов родился в Калуге, в купеческой семье. Очень скоро его родители переехали в Москву, где и прошло всё детство и юность. Проучившись в гимназии всего пять классов, Гречанинов довольно скоро бросил занятия и в течение последующих пяти лет нигде не учился. Музыкой он начал заниматься очень поздно. В своей автобиографии, написанной в семидесятилетнем возрасте, Александр Гречанинов вспоминал, что «настоящее» фортепиано впервые увидел в возрасте четырнадцати лет, а из музыкальных инструментов до той поры знал только оркестрион и гитару. Первая мелодия, которую он смог робко подобрать на пианино «одним пальцем», была ектения.

Родители мои были музыкальны от природы. Мать пела не народные старинные песни, а сентиментальные мещанские романсы вроде «Над серебряной рекой, на златом песочке» или «Под вечер осенью ненастной». У отца репертуар был получше. Он часто, когда бывал дома, любил петь церковные песни, «дьячил», как выражалась мать. По субботам всенощная, по воскресеньям ранняя обедня были обязательны не только для них, но и для нас, детей, когда мы стали подрастать. Я пел в гимназическом церковном хоре и даже был солистом. Потом я стал петь и в церкви на клиросе (в нашем приходе был любительский хор). Тогда дома появился ещё дьячок-гимназист, и мы с отцом распевали церковные песни уже на два голоса…
— (Александр Гречанинов, «Моя жизнь»)
В этой короткой начальной фразе из воспоминаний композитора в концентрированном виде заложена почти вся его будущая творческая жизнь. Только будучи уже молодым человеком семнадцати лет, в 1881 году Гречанинов поступил в Московскую консерваторию, где проучился ещё девять лет. По классу фортепиано — у Николая Кашкина, по классу контрапункта — сначала у Лароша и Губерта, а затем — у Сергея Танеева, который, приметив у молодого студента склонность к сочинительству, также давал ему и частные уроки свободного сочинения (за которые никогда не брал денег). Именно во время обучения в классе Танеева Гречанинов сочинил около десятка первых своих романсов, два или три из которых потом получили очень широкую известность и постепенно составили ему имя и известность. Более других оказалась популярна «Колыбельная» на стихи Лермонтова, она прочно вошла в обиход концертного и домашнего музицирования, а потому запомнилась очень надолго, так что даже спустя более чем полвека, во время празднования 90-летия Гречанинова, во многих статьях его называли «композитором знаменитой Колыбельной».
В 1890 году Гречанинов окончил педагогические курсы московской консерватории по классу Василия Сафонова, тогдашнего директора, и для продолжения обучения композиции переехал в Петербург, где школа преподавания свободного сочинения была значительно более развита. Он поступил в класс Римского-Корсакова, тогда наиболее влиятельного и авторитетного композитора и педагога. За три года учения у Гречанинова сложились ровные и доброжелательные отношения со своим профессором, но тёплого человеческого контакта не получилось, и в число «любимых учеников» он также никогда не входил. Испытывая искреннее восхищение своим учителем, Гречанинов обижался на него за постоянную «холодность и дистанцию» и до конца жизни сожалел о несостоявшейся дружбе с маститым профессором. Пожалуй, это в конечном счёте и явилось одной из причин возвращения в Москву. Окончив в 1893 году Петербургскую консерваторию по классу композиции Римского-Корсакова экзаменационной кантатой «Самсон», Гречанинов спустя ещё два года вернулся в Москву, где преподавал в музыкальной школе сестёр Гнесиных, а позднее руководил детским хором в частной школе Т. Л. Беркман.

«В те годы Гречанинов был невзрачным молодым человеком с наружностью вроде причётника или дьячка, с козлиной бородкой и залепленным чёрным пластырем глазом (он в раннем отрочестве потерял один глаз, но о причинах никогда не говорил)…»— (Леонид Сабанеев, «О Гречанинове»)
Как один из верных учеников Римского-Корсакова и последователей традиционной русской школы (так называемой «Могучей кучки»), Гречанинов был замечен кружком лесопромышленника и мецената Беляева. Первые его опусы («Пять романсов» и струнный квартет g-dur) выходят в Лейпцигском издательстве Беляева, а квартет в 1894 году отмечается премией петербургского общества камерной музыки (тоже беляевского). В ранних сочинениях Гречанинова без труда обнаруживается влияние его учителя, Римского-Корсакова, и Чайковского, сочинениями которого он был сильно увлечён с детства. Впрочем, в консерваторских кругах его недолюбливали. Профессора Московской консерватории сходились на том, что он не просто не слишком талантлив и «туговат» в музыке, но ещё у него и нет «никакого своего слова». Это отношение усугублялось также и свойствами характера: Гречанинов за себя стоял жёстко и неумолимо и постоянно вступал в споры с профессорами, чем всех раздражал.

Вообще он поздно начал заниматься музыкой; семнадцати лет он только впервые стал чувствовать к ней тяготение, и в обеих консерваториях он был «перестарком» лет на десять старше своих сверстников по классам. Он на меня производил впечатление человека очень застенчивого, робкого и в общем «не из того круга», из которого обычно формировалась консерваторская молодёжь. Но я уже тогда заметил, что скромностью он не болел и имел очень высокое мнение о своём даровании. Музыка давалась ему нелегко, путём огромных усилий и оттого он ценил в себе то, что несмотря на препятствия всё-таки овладел ею. Он был очень упорный и чрезвычайно трудолюбивый человек, не лишённый порой педантичности и «дотошности».— (Леонид Сабанеев, «О Гречанинове»)
Самыми ортодоксально «кучкистскими» из произведений Гречанинова можно назвать первые две его симфонии и оперу «Добрыня Никитич», написанную примерно за шесть лет (1896—1902). Кроме главной былинной темы сюжета и стилистического склада этой оперы, типично почвенной и национальной, во время её написания Гречанинов активно занимался сбором песенного этнографического материала и советовался с наиболее влиятельными участниками «Могучей кучки». В результате опера получилась совершенно в русле балакиревской идеологии.

«Испробовав свои силы в камерном и симфоническом стилях, я начал подумывать об опере. В те времена я очень увлекался древним русским эпосом и решил, что буду писать оперу на какую-нибудь былину. Остановился на былине о Добрыне Никитиче. Начались мои почти ежедневные посещения Публичной библиотеки и увлекательно-сосредоточенная работа в тишине уютного зала для чтения. Неоднократно я видался тогда со служившим в библиотеке В. В. Стасовым и советовался с ним относительно планов будущего либретто. Закончив сценарий, я начал работать над текстом, причем старался как можно ближе быть к былинному оригинальному языку.»— (Александр Гречанинов, «Моя жизнь»)
В результате опера встретила благосклонный приём у Римского-Корсакова, который похвалил добротную работу и написал Гречанинову, что «радуется на оперу и считает её хорошим вкладом в русскую оперную музыку». Поставленная в 1903 году, в Большом театре, опера была встречена спокойно и не имела большого резонанса из-за своей слишком явной традиционности. По общему мнению, она опоздала появиться на сцене — лет на тридцать.

Он и не хотел открывать новые горизонты в музыке, он имел твёрдое желание и намерение — писать музыку доступную и понятную для широких масс публики. При этом не тривиальную музыку для «черни», а музыку художественную.
И он и достиг этого, он стал действительно одним из наиболее популярных и распространённых, любимых композиторов для среднего уровня музыкального понимания. Он писал удобно для голосов (певицы и певцы были в восторге). Он писал для хора. Это область, в которой в России вообще мало было сделано, тут был спрос вообще на композиции для вокального ансамбля. Он писал духовную музыку, в области которой русская музыка вообще не была очень продуктивна, наконец, он писал для детского мира, для которого вообще почти ничего не было сделано.

В итоге его популярность стала очень велика, и именно не среди музыкантов-профессионалов, не среди открывавших новые горизонты, а среди широких масс музыкальных людей, любящих музыку несложную, понятную и приятную, но не пошлую. Его популярность конкурировала с популярностью Чайковского, и многие певцы находили даже, что Гречанинов выше и «удобнее Чайковского», в чём была безусловно доля истины.— (Леонид Сабанеев, «О Гречанинове»)
Интересуясь более всего народной песней и сопутствующим этнографическим материалом, Гречанинов собрал и обработал большое количество народных песен, в частности, русских, белорусских, татарских, башкирских и прочих. Долгие годы активно участвовал в работе Музыкально-этнографической комиссии при Московском университете, а с 1903 года — стал заместителем её председателя. С 1910 года начал выступать в концертах, в основном аккомпанируя певцам, исполнявшим его собственные песни и романсы. Однако не вся творческая жизнь Гречанинова проходила одинаково гладко. Так, например, скандальную известность приобрела его вторая опера «Сестра Беатриса» (на сюжет Мориса Метерлинка), поставленная в 1912 году в частной опере Зимина. Вскоре после успешной премьеры спектакль был осуждён и запрещён к исполнению духовной цензурой за неканоническое освещение библейских сюжетов. Формальным поводом запрета послужило появление на сцене поющей пресвятой Девы Марии. Обратившись к творчеству Метерлинка, Гречанинов одновременно попытался хотя бы немного «модернизировать» и свой музыкальный язык, и образный строй, чтобы не выглядеть посреди эпохи всеобщего «декаданса» последним махровым ретроградом…

«…он стал водить дружбу с Вячеславом Ивановым, писать музыку на его тексты, а также на тексты русских поэтов-символистов. В музыке Гречанинова появились слабые и робкие, чрезвычайно неуверенные попытки обогатить свою гармоническую палитру „под Дебюсси“ или хотя бы „под Ребикова“. Всё это в высшей степени было наивно и никак не соответствовало его стилю и музыкальному и душевному. Он был сам человек в высшей степени простой и несложный, психологически наивный, менее всего у него могло быть контакта с символистами, людьми мудрёными, путаными, усложнёнными. И музыкальный модернизм шёл к нему, как „корове седло“. Его очарование было в первобытной простоте музыкального чувства, в той оставшейся для него небольшой порции ещё не высказанных в музыке простых и искренних эмоций, которую не успели воплотить его музыкальные предки — Чайковский, Римский-Корсаков. Впрочем, он, видимо, и сам почувствовал, что этот мир не для него, и в последующих произведениях опять вернулся к первоначальной своей палитре».— (Леонид Сабанеев, «О Гречанинове»)
Среди московских музыкантов начала XX века Гречанинов занимал место умеренного традиционалиста, причём умеренность эта скорее была связана с природной общительностью и незлобивостью его характера, чем с настоящим стилем его музыки, которая на деле была значительно более ретроградна, чем её автор. Личное своё упорство или «упрямство» Гречанинов никогда не переносил на убеждения других музыкантов и, тем более, композиторов, когда дело не касалось его самого или его творчества. Проще говоря, он был совершенно не агрессивен. Однако вполне точная позиция и стилистические пристрастия Гречанинова среди противоборствующих музыкальных группировок ни у кого не вызывали особых сомнений, они были вполне определёнными и точными:

«…Музыканты из породы „консерваторов“ почти не бывали у Скрябина. Их мысли и настроения были слишком далеки от скрябинского мира, а его мир был слишком далёк от чисто „музыкантских интересов“. За всё время моего близкого отношения со Скрябиным ни разу не застал у него крупных наших композиторов „других лагерей“ — ни разу не видел Гречанинова, Метнера, раз встретил Танеева и два раза — Рахманинова…»— (Леонид Сабанеев, «Воспоминания о Скрябине»)
Тем не менее, прохладное отношение к творчеству Скрябина и практически полное отсутствие личного контакта не помешало Гречанинову, как человеку глубоко православному, активно участвовать в панихиде и похоронах после скоропостижной кончины Скрябина весной 1915 года.
Февральскую революцию Гречанинов принял с восторгом, характерным для большей части русской интеллигенции. Пожалуй, невозможно сказать об этом предмете ярче и нагляднее, чем это он сделал сам, спустя пятнадцать лет после описываемых событий:

«Весть о февральской революции была встречена в Москве с большим энтузиазмом. Народ высыпал на улицы, у всех в петлицах красные цветы, и люди восторженно обнимаются, со слезами на глазах от счастья… Я бросаюсь домой, и через полчаса музыка для гимна уже была готова, но слова? Первые две строки: „Да здравствует Россия, Свободная страна“… я взял из Сологуба, дальнейшее мне не нравилось. Как быть? Звоню Бальмонту. Он ко мне моментально приходит, и через несколько минут готов текст гимна. Еду на Кузнецкий мост в издательство А. Гутхейль. Не теряя времени, он тотчас же отправляется в нотопечатню, и к середине следующего дня окно магазина А. Гутхейль уже украшено было новым „Гимном Свободной России“. Весь доход от продажи идет в пользу освобождённых политических. Короткое время все театры были закрыты, а когда они открылись, на первом же спектакле по возобновлении в Большом театре гимн под управлением Э. Купера был исполнен хором и оркестром наряду с „Марсельезой“. Легко воспринимаемая мелодия, прекрасный текст сделали то, что гимн стал популярным, и не только в России, но и за границей. В Америке мои друзья Курт Шиндлер с женой перевели текст на английский язык, издательство Ширмера его напечатало, и в Америке он быстро получил такую же, если не большую, как в России, популярность. Держалась она долго и после того, как в России никакой уже свободы не было…»— (Гречанинов А. Т. «Моя жизнь». Нью-Йорк, 1954).
После революции 1917 года Александр Гречанинов несколько лет концертировал в качестве дирижёра и пианиста, а также продолжал работать с детскими хорами. Однако с каждым годом стареющему композитору становилось жить всё тяжелее и тяжелее среди беспорядочной и разрушенной революцией и гражданской войной республики.

«…В эпоху „юности советской власти“ ему было тяжело. Политически он был наивен как ребёнок. Так же, как он радовался, что его романсы распевает императрица, так же при первых „громах революции“ он немедленно сочинил гимн свободной России и так же радовался, что его с успехом исполняют. Успех его музыки — вот что его интересовало. В то время, когда началось просачивание русских музыкантов за границу — а это началось почти одновременно с водворением советской власти, — он на некоторое время как-то застрял: Рахманинов, Метнер, Черепнин и Прокофьев успели смыться ранее. Раз, помню, я его встретил на улице и спросил, почему он не попытается, как многие другие, получить командировку или просто выезд за границу. Он на меня посмотрел недовольно и сказал — я хорошо помню эти слова:
— Россия — моя мать. Она теперь тяжко больна. Как могу я оставить в этот момент свою мать! Я никогда не оставлю её.
Через неделю я узнал, что он выехал за границу, начав хлопоты больше двух месяцев назад». — (Леонид Сабанеев, «О Гречанинове»)
В 1925 году, будучи уже шестидесятилетним человеком, Александр Гречанинов вместе со своей второй семьёй эмигрировал в Европу. Там более десяти лет он прожил в Париже, а с началом войны, в 1939 году, переехал в Нью-Йорк.
Подобно многим другим композиторам, эмигрировавшим из Советской России, творчество Гречанинова на долгие годы было вырвано из культурного и концертного контекста. Тем более этому способствовала явно православная и христианская направленность большей части его творчества.

«Искусство русского зарубежья… Навсегда горькая и больная тема. …Как долго в своём отечестве шло признание к таким выдающимся русским композиторам как Рахманинов, Стравинский, Гречанинов, Метнер, Черепнины?..»— (Виктор Екимовский, «Автомонография»)
Однако в СССР была известна, например, песня «Подснежник» на стихи Поликсены Соловьёвой и музыку Гречанинова (в 1950 году она была записана в исполнении Олега Шарапова).
В 1934 году Гречанинов написал книгу воспоминаний «Моя музыкальная жизнь», опубликованную в Париже, а спустя 20 лет — в Нью-Йорке (в переводе на английский язык).
Александр Гречанинов похоронен на Свято-Владимирском православном кладбище в Джексоне (Кассвилл), штат Нью-Джерси, США.

## Музыкальный архив
Руке Александра Гречанинова принадлежат всего 59 опубликованных опусов, а также 8 сочинений без присвоенных им при публикации номеров и ещё 6 сочинений не изданных. Однако трудно утверждать, что этот список — полный. В творческом наследии Гречанинова преобладает вокальная и хоровая музыка. Его стиль большей частью — гомофонный, лишённый сложной фактуры и контрапунктов. Он написал более ста романсов, десятки циклов хоров a cappella. Особенно можно отметить сборники и циклы его детских песен, по материалу и интонации чрезвычайно близких к народным, например, цикл из шести песен «Ай дуду» (1903 года), сборник из двадцати русских народных песен «На воротах сидел петух» (1906 года) и цикл «Снежинки» (десять песен 1907 года). В этой части творчества Гречанинова нередко называют прямым продолжателем лядовских методов и традиций. Среди наиболее известных светских хоровых сочинений Гречанинова можно назвать «Траурный гимн», «Матушка Русь» (на стихи Некрасова) и хор «Памяти павших за свободу».
Характеризуя творческое наследие Гречанинова, И. А. Гарднер отмечает, что он был светским композитором, сочинившим, помимо этого, много хорошей церковной музыки

…В общем, надо признать, что широкую публику победило главным образом, если не исключительно, его «песенное творчество» — романсы, снискавшие ему несравненную популярность. В меньшей мере — его духовные сочинения, что объясняется не столько их качествами, сколько теми духовноцензурными условиями, в которых стоит православное церковно-музыкальное творчество. Что же касается его крупных произведений, симфоний и опер, то им повезло значительно менее, и они как-то не угодили ни музыкантам, ни широкой публике. И для тех и для других в этой области Гречанинов оказался просто старомодным, вчерашним днем искусства. Он был последний из русских композиторов, которому удалось собрать позднюю осеннюю жатву с уже угасающего ствола «великой эры русской музыки», эпохи Чайковского и «Могучей кучки».— (Леонид Сабанеев, «О Гречанинове»)
Немалое место среди произведений Гречанинова занимают также театральные произведения: оперы «Добрыня Никитич» (поставлена в Москве, в Большом театре в 1903 году), «Сестра Беатриса» на сюжет Метерлинка (Москва, театр Зимина, 1912 год) и «Женитьба» (по Гоголю, поставлена в Париже, 1950). Последнюю оперу композитор написал, когда ему было уже за восемьдесят лет.
Гречанинов написал также несколько детских опер: «Ёлочкин сон» (1911), «Теремок» (1921), музыку к драматическим спектаклям А. К. Толстого «Царь Фёдор Иоаннович» (Москва, 1898) и «Смерть Иоанна Грозного» (1899), а также — к «Снегурочке» А. Н. Островского (1900). За всю жизнь Гречанинов написал 5 симфоний (1894—1937), «Элегию» памяти Чайковского, оставшуюся неизданной (1897), несколько других оркестровых сочинений, среди которых наиболее известна «Демественная литургия» для струнного оркестра, 4 квартета, ряд фортепианных пьес, а также выполнил множество обработок народных песен для камерного и хорового музицирования.

«В области церковной музыки он является даже новатором и, кроме того, склонным к идее „примирения христианских церквей“, своего рода „интегральному экуменизму“. Он писал с одинаковым увлечением и чисто православные духовные сочинения, причем в этом писании была большая смелость и даже новаторство, необычное в этой области, которая является одной из наиболее неподвижных в музыкальном искусстве. Он писал и духовные произведения свободного стиля, с участием органа — инструмента, который он очень любил („Демественная литургия“) и который до сих пор не участвует в русской церковной музыке. Писал и „латинские“ мессы, и „духовные хоры“ с английским текстом. Этому стилю композиции он посвятил очень много своего творчества — в общем число его „духовных и церковных“ композиций — 16…»— (Леонид Сабанеев, «Александр Тихонович Гречанинов — к 100-летию его рождения»)
Наибольшей известностью и в настоящее время пользуются духовные хоры Гречанинова, в которых он стремился совместить старинный стиль (знаменного) хорового пения с народной песенностью, (включая прямые фольклорные заимствования) и профессиональной академической культурой. Многие из гречаниновских хоров прочно вошли в церковный обиход и концертную хоровую практику, особенно известна его восьмиголосная обработка «Волной морскою» и «Верую» собственного сочинения. Кроме того, Гречанинову принадлежат регулярно исполняемые циклы церковных песнопений («Литургия Святого Иоанна Златоуста» 1897 года и «Всенощное бдение» 1912 года), а также «Страстная седмица» и множество отдельных хоровых номеров, к числу самых известных из них принадлежит, пожалуй, короткая молитва «Достойно есть».
Особого упоминания заслуживает тот факт, что в парижский период своей эмиграции Гречанинов, будучи уже очень пожилым человеком, сочинил несколько католических месс и мотетов, а во время нью-йоркской жизни — также и протестантские хоры с текстами на английском языке.

Судьба послала ему долгую жизнь, которая компенсировала то, что он потерял, поздно выступив на музыкальный путь. Ему вообще к лицу была долгая жизнь. Спокойный, тихий, любящий природу и детей, мирно религиозный, без исканий ни в религии, ни в музыке — он воплощал собою другой лик России, не изломанный и мятущийся лик Достоевского, Белого, Скрябина, а благостный успокоительный, просветлённый и смиренный.
Обычно за Россией Достоевского забывают о том, что и другая Россия тоже была и возможно, что и до сих пор есть, и что неизвестно, какая из них более подлинная. Думаю, что количественно — всё-таки Россия Гречанинова.— (Леонид Сабанеев, «О Гречанинове»)

## Список сочинений

### Сочинения для оркестра
- Симфония № 1, соч. 6 (1894)
- Концерт для виолончели с оркестром, соч. 8 (1895)
- Симфония № 2, соч. 27 (1908)
- Симфония № 3, соч. 100 (1923)
- Симфония № 4, соч. 102 (1927)
- Концерт для скрипки с оркестром, соч. 132 (1932)
- Симфония № 5, соч. 153 (1936)
- Концерт для флейты, арфы и струнных, соч. 159 (1938)

### Оперы
- «Добрыня Никитич» соч.22 (1895−1901)
- «Сестра Беатриса» соч.50 (1908−1910)
- «Ёлочкин сон», детская опера соч.55 (1911)
- «Женитьба» соч.180 (1946)

### Камерная музыка
- Четыре струнных квартета (1893, 1914, 1916, 1929)
- Соната для балалайки и фортепиано соч. 188 № 1 (1948—1951)
- Рондо для балалайки и фортепиано соч. 188 № 2 (1939)
- Два фортепианных трио (1906, 1931)
- Две фортепианных сонаты (1931, 1942)
- Пьесы для фортепиано соло
- Соната № 2 для кларнета и фортепиано, соч.172
- Романс "С тобою мне побыть захотелось" (на слова А. Плещеева) [12]

### Духовные сочинения
- Литургия, соч. 13 (1897)
- Литургия, соч. 29 (1902)
- Страстная Седмица, соч. 58 (1911)
- Всенощное бдение, соч. 59 (1912)
- Хвалите Бога, соч. 65 (1915)
- Демественная литургия, соч. 79 (1917)
- Два духовных хора «Блажен муж» и «От юности моея», соч. 136 (1932)
- Праздничная месса, соч. 154 (1937)
- Вселенская месса, соч. 142 (1933—1939)
- Месса Святого Духа, соч. 169 (1943)

## Значение наследия
- Александр Гречанинов — автор заставки Радио Свобода (Освобождение), мелодия которой в многочисленных вариантах звучала и продолжает звучать на радиостанции на протяжении многих десятилетий. Это был «Гимн свободной России», написанный ещё в 1917 году[13] на стихи К. Д. Бальмонта.

## Архив
В Российском государственном архиве литературы и искусства хранится личный фонд А.Т. Гречанинова, который содержит 135 единиц хранения за 1898−1958 годы.
Основу фонда составляют документы «доэмигрантского» периода жизни композитора, которые остались в России после его отъезда за границу. Среди них обработки народных песен, автографы ранних романсов на тексты А.Н. Плещеева, Ф.И. Тютчева, Ф.К. Сологуба, Л.Н. Столицы (1898–1914), сборники детских песен (1906), клавир детской оперы «Кот, петух и лиса» (1924) и др. 
В 1968 году из Парижа племянницей композитора Н.Г. Имберх были присланы документы, которые Гречанинов оставил, уезжая из Франции в Америку. Среди них оказалось много ценных нотных автографов: квартет № 4 (1929), скрипичный концерт (1932), «Белорусская рапсодия» и «Пробуждение леса» для оркестра (1930-е), мессы и мотеты на латинском языке (1933–1939) и многое другое.